# Солнечное затмение 17 февраля 2026 года
Солнечное затмение 17 августа 2026 года — кольцеобразное солнечное затмение 121 сароса, которое лучше всего будет видно в Антарктиде и в южной зоне акватории Индийского океана
Это затмение является повторением через сарос кольцеобразного солнечного затмения 7 февраля 2008 года. Следующее затмение данного сароса произойдёт 28 февраля 2044 года.
Полоса кольцеобразной фазы начнётся в 11 часов 50 минут UTC в Антарктиде ( Земля Уилиса )  в точке с координатами примерно 73°52,3' южной широты и 121°38,8' восточной долготы. Далее полоса пойдёт в северо-западном направлении. Наибольшая фаза затмения наступит в 12 часов 13 минут 06 секунд UTC в точке с координатами примерно 64°42' южной широты и 86°48' восточной долготы (на антарктическом побережье Индийского океана). Затем полоса кольцеобразной фазы выйдет в акваторию Индийского океана, повернёт на северо-восток и закончится в точке с координатами примерно 50°28,7' южной широты и 97°30,3' восточной долготы (в южной зоне Индийского океана)  в 12 часов 36 минут UTC. Частные фазы затмения будут видны почти во всей Антарктиде (кроме той части её побережья, что смотрит в сторону Новой Зеландии), на крайнем юге Чили и Аргентины, в Южной Африке, на Мадагаскаре, в Ботсване (кроме западных и северо-западных районов), Зимбабве, Малави, Мозамбике, на крайнем юге Танзании в южной зоне Атлантического океана, а также в юго-западной и южной зонах Индийского океана

Animated path